# Antonov (transmissiesysteemontwikkelaar)
Antonov is een voormalig Brits bedrijf (public limited company) dat zich toelegde op het ontwerpen van versnellingsbakken.

## Geschiedenis
De onderneming werd opgericht in 1991 door de uit Bulgarije afkomstige uitvinder en naamgever Roumen Antonov, om zijn uitvinding verder te ontwikkelen. Deze uitvinding behelsde een nieuw type versnellingsbak met een bijzondere constructie. Het principe hield in dat bij het schakelen gebruikgemaakt werd van middelpuntvliedende en axiale krachten, welke ontstonden door een schuine vertanding van de tandwielen. Hierdoor kon op geheel mechanische wijze efficiënter geschakeld worden, op grond waarvan een aanzienlijke besparing van het brandstofverbruik werd geclaimd.
In 1991 werd een Peugeot 205 uitgerust met de Antonov-transmissie en proefritten bevestigden de claims: directer motorkarakter, geleidelijker verlopen van de schakelmomenten, aanzienlijke brandstofbesparing en geen last van het hinderlijke "kruipen" bij stilstand.
In de loop der jaren was deze technologie diverse malen gepatenteerd. Doelstelling van de onderneming was om inkomsten te genereren door de verkoop van licenties aan de auto-industrie.
Antonov stond genoteerd aan de beurzen van Londen en Amsterdam sinds respectievelijk 1995 en 1997. Het bedrijf had vestigingen in Nederland, China en het Verenigd Koninkrijk, alwaar een centrum voor onderzoek en ontwikkeling was gehuisvest. Vanaf mei 2011 maakte ook Bernhard van Oranje-Nassau deel uit van de raad van bestuur.
Het bedrijf was omstreden, omdat het sinds de oprichting nauwelijks omzet had geboekt. Om zijn activiteiten te kunnen financieren, had het bedrijf in het verleden regelmatig nieuw kapitaal verworven door emissies van nieuwe aandelen.
De onderneming genoot vooral bekendheid doordat zij een geliefd gespreksonderwerp was onder beursspeculanten. Sceptici wezen daarbij op het uitblijven van commerciële successen, vertragingen bij het productierijp maken van de bakken, en het mislukken van eerdere soortgelijke bedrijven. Positievelingen (believers) wezen op de technologische voordelen en het winstpotentieel en gaven aan dat lange doorlooptijden gebruikelijk zijn bij technologische innovatie. Door beide kampen werd het aandeel niettemin als speculatief aangemerkt. Op online beleggersfora was het aandeel regelmatig onderwerp van verhitte discussies.

### Delisting
Op 30 april 2013 werd aangekondigd dat het bedrijf op 29 mei van de Amsterdamse beurs zou verdwijnen. Antonov was al op het 'strafbankje' geplaatst sinds 22 mei 2012. Het bedrijf kon niet meer aan de beursregels voor de handel in zijn aandelen en aan de rapportageverplichtingen voldoen, waaronder het publiceren van jaarverslagen over 2011 en 2012 en een nieuwe prospectus. De aandelenkoers op 30 april 2013 was € 0,01.
De revolutionaire versnellingsbak werd nooit getoond aan het grote publiek.